# Kowarzia subplectrum
Kowarzia subplectrum is een vliegensoort uit de familie van de dansvliegen (Empididae). De wetenschappelijke naam van de soort is voor het eerst geldig gepubliceerd in 1987 door Vaillant & Vincon.